# メリー・クリスマス II ユー
『メリー・クリスマス II ユー』（Merry Christmas II You）は、2010年に発売されたマライア・キャリーの13枚目のスタジオ・アルバムである。

## 解説
本作は『メリー・クリスマス』（1994年）から16年ぶりとなる2枚目のクリスマス・アルバムである。
「神の御子は今宵しも／ハレルヤ・コーラス」は母パトリシア・キャリーとのデュエット。

## 収録曲
1. サンタが街にやってくる (イントロ)
2. Oh サンタ!
3. ああベツレヘムよ／リトル・ドラマー・ボーイ (メドレー)
4. クリスマス・タイム・イズ・イン・ジ・エア・アゲイン
5. 牧人ひつじを／ボーン・イズ・ザ・キング (インタールード)
6. ホエン・クリスマス・カムズ
7. サンタクロースがやってくる／ハウストップ・セレブレイション
8. チャーリー・ブラウン・クリスマス
9. 神の御子は今宵しも／ハレルヤ・コーラス feat.パトリシア・キャリー
10. さやかに星はきらめき (ライヴ・フロム WPC)
11. ワン・チャイルド
12. 恋人たちのクリスマス (ニュー・ヴァージョン)
13. オールド・ラング・サイン (ニュー・イヤーズ・アンセム)
14. Oh サンタ! (JUMP SMOKERS REMIX)（日本盤ボーナストラック）

## チャート成績
| チャート（2010年）            | 最高順位 |
| ----------------------------- | -------- |
| アメリカ（Billboard Hot 100） | 4        |